# Rändhån
Rändhån är en sjö i Härjedalens kommun i Härjedalen och ingår i Ljusnans huvudavrinningsområde. Sjön har en area på 0,133 kvadratkilometer och ligger 437,5 meter över havet. Sjön avvattnas av vattendraget Ljusnan.

## Delavrinningsområde
Rändhån ingår i det delavrinningsområde (692969-136365) som SMHI kallar för Ovan Mittån. Medelhöjden är 568 meter över havet och ytan är 20,49 kvadratkilometer. Räknas de 224 avrinningsområdena uppströms in blir den ackumulerade arean 1 712,39 kvadratkilometer. Avrinningsområdets utflöde Ljusnan mynnar i havet. Avrinningsområdet består mestadels av skog (91 procent). Avrinningsområdet har 0,13 kvadratkilometer vattenytor vilket ger det en sjöprocent på 1 procent.